# Ambassis nalua
Ambassis nalua és una espècie de peix pertanyent a la família dels ambàssids.

## Descripció
- Fa 12,5 cm de llargària màxima.[3][4]

## Hàbitat
És un peix d'aigua dolça, salabrosa i marina; amfídrom, demersal i de clima tropical.

## Distribució geogràfica
Es troba des de l'Índia fins a Nova Guinea i Austràlia.

## Observacions
És inofensiu per als humans.